# Roger von Oech
Roger von Oech, nascido em 16 de fevereiro de 1948, em Ohio, é um palestrante, conferencista, escritor e criador de brinquedos voltados para o desenvolvimento da criatividade.

## Vida profissional
Em 1975, von Oech cursou o doutorado na Universidade Stanford
no programa interdisciplinar "História de Ideias" Logo depois, trabalhou como consultor para o desenvolvimento da criatividade em empresas como:Apple, IBM, Disney, Sony e Intel.
Na décade de 1980, criou e ministrou uma série de conferências, em Palo Alto, intitulada "Inovação na indústria", e contou com a participação de empresários do Vale do Silício, como: Steve Jobs, Bill Gates, Bob Metcalfe, Charles Schwab, Alan Kay e Nolan Bushnell, da Atari.

## Decks

### Creative Whack Pack
Em 1989, von Oech criou o Creative Whack Pack, um baralho de 64 cartas com ilustrações e estratégias para estimular a criatividade. Ele foi projetado para ser uma versão portátil de suas oficinas de criatividade, e vendeu mais de um milhão de cópias.

## Empresa Creative Whack
Em 2004, ele iniciou a empresa Creative Whack. Na definição de Roger, whack é criatividade.

## Brinquedos geométricos

### Ball of Whacks
O Ball of Whacks tem 30 blocos piramidais. Essas peças se combinam para formar um triacontaedro rômbico. Eles podem ser combinados para formar muitas outras formas. O Ball of Whacks vem com o produto em quatro cores: vermelho, azul, preto e multicolorido.

### X-Ball
O X-Ball tem 30 peças em forma de X que se conectam para formar um esqueleto icosidodecaedro. O X-Ball vem com um guia na cor vermelha. <"> X-Ball." Creative Whack Company. Consultado em 18 de agosto de 2013</ref>

### Y-Ball
O Y-Ball é formado por 30 peças em forma de Y que se encaixam, formando um icosaedro truncado. O Y-Ball é azul.

### Star Ball
O Star Ball é formado de 16 "peças estrelares" de cinco pontas e 16 peças de três pontas. Elas se combinam para formar um esqueleto triacontaedro rômbico. As peças têm pontos de polaridade para ajudar o usuário a conectar os lados corretos. O Star Ball é amarelo.

### Eureka Ball
O Eureka Ball é uma estrutura geométrica pentagonal formada por 12 peças magnéticas. Juntas, elas formam um dodecaedro. O Eureka Ball também tem pontos de polaridade.

## Livros
- A Whack on the Side of the Head: How You Can Be More Creative (Um Toc Na Cuca - Técnicas Para Quem Quer Ter Mais Criatividade Na Vida) traduzido para 22 idiomas, teve sua 1ª edição em 1983.
- A Kick in the Seat of the Pants: Using Your Explorer, Artist, Judge, and Warrior to Be More Creative (Um Chute na Rotina: Os Quatro Papéis Essenciais no Processo Criativo), de (1986).
- Expect the Unexpected, or You Won't Find It: A Creativity Tool Based on the Ancient Wisdom of Heraclitus (Espere o inesperado (ou você não o entrará): uma ferramenta de criatividade baseada na ancestral sabedoria de Heráclito) de 2001.